# لوچولی
لوچولی (به ایتالیایی: Loculi) یک کومونه در ایتالیا است که در استان نیورو واقع در ۱۴۰ کیلومتری (۸۷ مایل) شمال از کالیاری و حدود ۲۵ کیلومتر (۱۶ مایل) شمال شرق نیورو می‌باشد.
این شهر با شهرهای لاکولای، گالتلی، ایرگولی و لولا، ساردینیا هم‌مرز است.

## خصوصیات
لوچولی ۳۸٫۲ کیلومترمربع مساحت و ۵۳۸ نفر جمعیت دارد و ۲۶ متر بالاتر از سطح دریا واقع شده‌است.